# Station Guldager
Station Guldager is een station in Ravnsbjerg een dorp 10 kilometer ten noorden van Esbjerg in Denemarken. Het station ligt aan de spoorlijn van Esbjerg naar Struer. Gjesing wordt zowel bediend door de treinen van Esbjerg naar Skjern als de treinen van Esbjerg naar Nørre Nebel. Samen rijden deze lijnen een halfuurdienst tussen Esbjerg en Varde. 